# Río Leones (Riecillos)
El río Leones es un curso natural de agua que nace la cordillera de los Andes en las laderas occidentales de la frontera internacional de la Región de Valparaíso y fluye con dirección general sur hasta desembocar en el río Riecillos.
(No debe ser confundido con el río Leones (Blanco), afluente del río Blanco (Aconcagua), en la misma cuenca del Aconcagua, que desemboca unos kilómetros río abajo).

## Trayecto
El río Blanco nace en la cordillera de los Andes y se dirige hacia el sur y desemboca en el río Riecillos.

## Historia
Luis Risopatrón lo describe en su Diccionario Jeográfico de Chile (1924):: 774 
Leones (Rio de los). Recibe las aguas de las faldas W del cordón limitáneo con la Arjentina, corre hácia el S en un cajón estrecho, en el que abunda el pasto i la leña, se junta con el de La Cañada i forma el de Los Riecillos, del Colorado, del Aconcagua. 2, 34, p. 391; 119, p. 58; 127; 134; i 156; i estero en 119, p. 232.